# Rytíři v poslušnosti
Rytíři a dámy v poslušnosti (též v obedienci z latinského oboedientia - poslušnost) tvoří druhou ze tří tříd Svrchovaného vojenského řádu Maltézských rytířů.  
Na rozdíl od členů první třídy (rytíři spravedlnosti), kteří skládají slib chudoby, čistoty a poslušnosti, členové druhé třídy skládají slib poslušnosti, kterým „se zavazují usilovat o dokonalost křesťanského života v soulad se závazkem svého státu, v duchu řádu “(Ústavající charta, čl. 9 odst. 2). 
Tato třída byla zřízena mezi oběma světovými válkami, aby posílila náboženskou a duchovní povahu řádu.  
Rytíři v poslušnosti nosí na svém řádovém šatu černý škapulíř s červeným okrajem. 
Od konce 90. let 20. století je příslib poslušnosti spojen s již dříve existující kategorií rytířů nebo dam, proto je rozdělen do tří kategorií: 
- Rytíři a dámy cti a oddanosti v poslušnosti
- Rytíři a dámy milosti a oddanosti v poslušnosti
- Rytíři a dámy magistrální milosti v poslušnosti